# Turka
Turka (em ucraniano:  Турка, Турка над Стрийом (antigo), em polonês/polaco:  Turka, Turka nad Stryjem (antigo), em iídiche:  טורקא) é uma cidade da Ucrânia, situada no Oblast de Leópolis. Tem 3 km² de área e sua população em 2020 foi estimada em 7.153 habitantes.